# Озеро Сновидений
О́зеро Снови́дений (лат. Lacus Somniorum) — лунное море, расположенное в северо-восточной части видимой стороны Луны. Диаметр составляет 384 километра, что делает его крупнейшим объектом из тех, что называются озёрами. Имя ему дал итальянский астроном Риччоли. Границы озера несколько размыты; поверхность, сформированная из базальтовой лавы, имеет низкое альбедо.
На юго-западе Озеро Сновидений соединяется с Морем Ясности через кратер Посидоний. Неравномерная восточная граница почти примыкает к небольшому кратеру Мори, а ближе к северу соседствует с разрушенным кратером Уильямс и Озером Смерти.